# William Ashurst
William Edward Ashurst (* 24. Januar 1896 in Wigan; † 1. Mai 1956 in Weysham nahe Kirkham) war ein englischer Fußballspieler.

## Karriere
Ashurst kam im Dezember 1921 als Amateur zum in der Football League Third Division North spielenden Klub Wigan Borough und zeichnete sich in einem Freundschaftsspiel gegen die dritte Mannschaft von Manchester City „für einige Tore verantwortlich“. Im Februar 1922 stieg er zum Profi auf und kam im März 1922 in zwei Ligapartien als Ersatz für William Rigby auf der Mittelstürmerposition zum Einsatz. Mitte April folgten drei weitere Spiele in vier Tagen als linker Halbstürmer, erst im fünften und letzten Einsatz gegen den AFC Wrexham gelang durch einen 2:1-Sieg ein Punktgewinn.
Am Saisonende zog Ashurst zu den Burscough Rangers weiter, Ende 1925 wechselte er möglicherweise zum FC Chorley.